# Austrásia

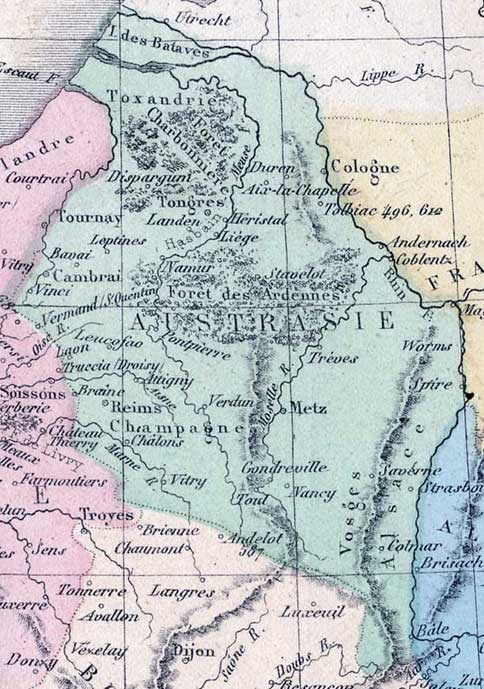
Região da Austrásia, no ano de 752.

A Austrásia, localizada no nordeste da atual França, mas compreendendo também partes da atual Alemanha, Bélgica e Países Baixos era, na Idade Média, a região compreendida entre o Reino de Reims, o país dos Francos ripuários, o vale do río Mosela, a região de atual Champanhe e a Auvérnia.
Era um reino sob o domínio da dinastia dos merovíngios e sua capital era Metz, embora alguns dos seus reis tivessem a corte em Reims. Por isso era também chamado de Reino de Reims ou Reino de Metz.

## Reis da Austrásia
- Clóvis I - (481-511). Rei de todos os Francos
- Teodorico I - (511-534)
- Teodoberto I - (534-548)
- Teodobaldo - (548-555)
- Sob o domínio da Nêustria - (555-561)
  - Quildeberto I - (555-558)
  - Clotário I - (558-561). Rei de todos os Francos
- Sigeberto I - (561-575)
- Quildeberto II - (575-595)
- Brunilda - (575-580) (Regente)
- Teodeberto II - (595-612)
- Brunilda - (599-600) (Regente) - restaurada
- Teodorico II - (612-613)
- Sigeberto II - (613)
- Sob o domínio da Nêustria - (613-629)
  - Clotário II - (613-629). Rei de todos os francos
  - Dagoberto I - (629-634). Rei de todos os francos - (629-639)
- Sigeberto III - (634-656)
- Dagoberto II - (656-656)
- Dinastia carolíngia
- Quildeberto II (656-661)
  - Clotário III - (661-662). Rei de todos os Francos.
- Merovíngios
  - Quilderico II - (662-674). Rei de todos os Francos - (674-675)
- Dagoberto II - (674-675) - restaurado
- Clóvis III - (675-676)
- Dagoberto II - (676-679) - restaurado

Apontamentos históricos atestam Sigeberto IV (687), suposto filho de Dagoberto II, sobrevivera  ao assassinato do pai, fugiu para a região de Rennes-le-Château, no sul da França, onde dera origem a uma linhagem, cujos descendentes seriam o elo entre Merovíngios e uma antiga linhagem do Cristianismo Primitivo.
- Sob o domínio da Nêustria - (679-715)
  - Teodorico III - (679-691). Rei de todos os Francos.
  - Clóvis IV - (691-695). Rei de todos os Francos.
  - Quildeberto III - (695-711). Rei de todos os Francos.
  - Dagoberto III - (711-715). Rei de todos os Francos.
- Clotário IV - (717-719)
- Sob o domínio da Nêustria permanentemente, a partir de (719)
  - Quilperico II - (718-721). Rei de todos os Francos.
  - Teodorico IV - (721-737). Rei de todos os Francos.
  - Quilderico III - (743-751). Rei de todos os Francos.

## Mordomos do Palácio
O cargo de mordomo do palácio da Austrásia foi principalmente ocupado pelos pipinidas e arnulfidas.
- Partêmio - (???-548)
- Gogão - (c.567-581), durante a menoridade de Quildeberto II
- Valdeleno - (581-589), durante a menoridade de Quildeberto II
- Gundolfo - (600-605?) sob o reinado de Teodeberto II
- Landrico (?605-612), mordomo também da Nêustria (provavelmente)
- Varnacário - (612-617). Mordomo também da Borgonha
- Hugo - (617-623).
- Pepino I, o Velho - (623-629), sob Dagoberto I
- Ansegisel - (633-639)
- Pepino I, o Velho - (639-640).
- Otão - (640-643)
- Grimoaldo I - (643-656) Depois de sucedido, coloca seu filho Quildeberto II (661-662) no trono de Austrásia.
- Vulfoaldo - (656-658) e Nêustria (673-675) Não Arnulfida
- Pepino II - (680-714), sobrinho de Grimoaldo. Foi mordomo do palácio da Austrásia (680-698) de Nêustria e Borgonha (687-700).
- Grimoaldo II - (698-714), filho de Pepino de Herstal, mordomo do Palácio da Austrásia (698-714).
- Teodoaldo - (714-715), também na Nêustria. Filho ilegítimo de Grimoaldo II, designado herdeiro de seu avô Pepino, opor pela nobreza, que aclamou Carlos Martel.
- Carlos Martel - (715-741), filho de Pepino de Herstal, mordomo do palácio Austrásia de Nêustria e Borgonha (719-741), duque de França (737-741). Filho ilegítimo de Pepino de Herstal.
- Carlomano - (741- 747)
- Drogo - (747-751), filho de Carlomano
- Pepino III (715-768), filho de Carlos Martel, mordomo do palácio da Austrásia (747-751), de Nêustria e Borgonha (741-751), rei de França (751).